# Spaniens Grand Prix 2014
Spaniens Grand Prix 2014 var det femte av 19 lopp ingående i formel 1-VM 2014.

## Rapport
Till denna deltävlingen hade många av stallen kommit med stora uppdateringar, något som inte verkade stoppa Mercedes som var snabbast under samtliga tre träningspass. I inledningen av kvalet kraschade Pastor Maldonado, vilket gjorde att kvalet rödflaggades. I slutet av kvalet kom den röda flaggan ut igen eftersom Sebastian Vettels bil stannat på banan. När kvalet kom igång igen var det Lewis Hamilton som var snabbast, före Nico Rosberg och Daniel Ricciardo. Fjärde snabbast var Valtteri Bottas och femte snabbast var Romain Grosjean. Marcus Ericsson var, för första gången i sin Formel 1-karriär, snabbare än sin stallkamrat Kamui Kobayashi, närmare bestämt tjugonde snabbast.
Lewis Hamilton tog starten och drog iväg direkt. I mitten av loppet hade han ett rejält försprång till tvåan Nico Rosberg, men Rosberg kom ikapp och när det var tre varv kvar var Rosberg mindre än 1 sekund bakom Hamilton. Rosberg väntade på en bra omkörningsmöjlighet, men väntade förgäves då det perfekta läget aldrig kom. Detta ledde till att Hamilton tog sin fjärde raka seger, att Rosberg tog sin fjärde raka andraplats och att Mercedes tog sin fjärde raka dubbelseger. Daniel Ricciardo kom på tredje plats, nästan 50 sekunder bakom täten, och Sebastian Vettel kom på fjärde plats. Marcus Ericsson var för andra gången i rad sist över mållinjen.

## Kvalet
| KR. | Nr | Förare            | Konstruktör          | Q1         | Q2        | Q3        | Grid |
| --- | -- | ----------------- | -------------------- | ---------- | --------- | --------- | ---- |
| 1   | 44 | Lewis Hamilton    | Mercedes             | 1.27,238   | 1.26,210  | 1.25,232  | 1    |
| 2   | 6  | Nico Rosberg      | Mercedes             | 1.26,764   | 1.26,088  | 1.25,400  | 2    |
| 3   | 3  | Daniel Ricciardo  | Red Bull-Renault     | 1.28,053   | 1.26,613  | 1.26,285  | 3    |
| 4   | 77 | Valtteri Bottas   | Williams-Mercedes    | 1.28,198   | 1.27,563  | 1.26,632  | 4    |
| 5   | 8  | Romain Grosjean   | Lotus-Renault        | 1.28,472   | 1.27,258  | 1.26,960  | 5    |
| 6   | 7  | Kimi Räikkönen    | Ferrari              | 1.28,308   | 1.27,335  | 1.27,104  | 6    |
| 7   | 14 | Fernando Alonso   | Ferrari              | 1.28,329   | 1.27,602  | 1.27,140  | 7    |
| 8   | 22 | Jenson Button     | McLaren-Mercedes     | 1.28,279   | 1.27,570  | 1.27,335  | 8    |
| 9   | 19 | Felipe Massa      | Williams-Mercedes    | 1.28,061   | 1.27,016  | 1.27,402  | 9    |
| 10  | 1  | Sebastian Vettel  | Red Bull-Renault     | 1.27,958   | 1.27,052  | Ingen tid | 151  |
| 11  | 27 | Nico Hülkenberg   | Force India-Mercedes | 1.28,155   | 1.27,685  |           | 10   |
| 12  | 11 | Sergio Pérez      | Force India-Mercedes | 1.28,469   | 1.28,002  |           | 11   |
| 13  | 26 | Daniil Kvyat      | Toro Rosso-Renault   | 1.28,074   | 1.28,039  |           | 12   |
| 14  | 21 | Esteban Gutiérrez | Sauber-Ferrari       | 1.28,374   | 1.28,280  |           | 13   |
| 15  | 20 | Kevin Magnussen   | McLaren-Mercedes     | 1.28,389   | Ingen tid |           | 14   |
| 16  | 25 | Jean-Éric Vergne  | Toro Rosso-Renault   | 1.28,194   | Ingen tid |           | 212  |
| 17  | 99 | Adrian Sutil      | Sauber-Ferrari       | 1.28,563   |           |           | 16   |
| 18  | 4  | Max Chilton       | Marussia-Ferrari     | 1.29,586   |           |           | 17   |
| 19  | 17 | Jules Bianchi     | Marussia-Ferrari     | 1.30,177   |           |           | 18   |
| 20  | 9  | Marcus Ericsson   | Caterham-Renault     | 1.30,312   |           |           | 19   |
| 21  | 10 | Kamui Kobayashi   | Caterham-Renault     | 1.30,375   |           |           | 20   |
| 22  | 13 | Pastor Maldonado  | Lotus-Renault        | Ingen tid3 |           |           | 22   |

| Vidare från första kvalrundan ▬▬ Vidare från andra kvalrundan ▬▬ |

Noteringar:
- ^1  — Sebastian Vettel fick fem platsers nedflyttning efter ett otillåtet växellådsbyte.
- ^2  — Jean-Éric Vergne fick tio platsers nedflyttning för en så kallad "unsafe release", då hans bil tappade ett hjul under det andra träningspasset.
- ^3  — Pastor Maldonado misslyckades att sätta en varvtid under kvalet. Han tilläts delta i loppet efter dispens från tävlingsledningen.

## Loppet
| Pos. | Nr | Förare            | Konstruktör          | Varv | Tid         | Grid | P  |
| ---- | -- | ----------------- | -------------------- | ---- | ----------- | ---- | -- |
| 1    | 44 | Lewis Hamilton    | Mercedes             | 66   | 1:41.05,155 | 1    | 25 |
| 2    | 6  | Nico Rosberg      | Mercedes             | 66   | +0,636      | 2    | 18 |
| 3    | 3  | Daniel Ricciardo  | Red Bull-Renault     | 66   | +49,014     | 3    | 15 |
| 4    | 1  | Sebastian Vettel  | Red Bull-Renault     | 66   | +1.16,702   | 15   | 12 |
| 5    | 77 | Valtteri Bottas   | Williams-Mercedes    | 66   | +1.19,293   | 4    | 10 |
| 6    | 14 | Fernando Alonso   | Ferrari              | 66   | +1.27,743   | 7    | 8  |
| 7    | 7  | Kimi Räikkönen    | Ferrari              | 65   | +1 varv     | 6    | 6  |
| 8    | 8  | Romain Grosjean   | Lotus-Renault        | 65   | +1 varv     | 5    | 4  |
| 9    | 11 | Sergio Pérez      | Force India-Mercedes | 65   | +1 varv     | 11   | 2  |
| 10   | 27 | Nico Hülkenberg   | Force India-Mercedes | 65   | +1 varv     | 10   | 1  |
| 11   | 22 | Jenson Button     | McLaren-Mercedes     | 65   | +1 varv     | 8    |    |
| 12   | 20 | Kevin Magnussen   | McLaren-Mercedes     | 65   | +1 varv     | 14   |    |
| 13   | 19 | Felipe Massa      | Williams-Mercedes    | 65   | +1 varv     | 9    |    |
| 14   | 26 | Daniil Kvyat      | Toro Rosso-Renault   | 65   | +1 varv     | 12   |    |
| 15   | 13 | Pastor Maldonado  | Lotus-Renault        | 65   | +1 varv     | 22   |    |
| 16   | 21 | Esteban Gutiérrez | Sauber-Ferrari       | 65   | +1 varv     | 13   |    |
| 17   | 99 | Adrian Sutil      | Sauber-Ferrari       | 65   | +1 varv     | 16   |    |
| 18   | 17 | Jules Bianchi     | Marussia-Ferrari     | 64   | +2 varv     | 18   |    |
| 19   | 4  | Max Chilton       | Marussia-Ferrari     | 64   | +2 varv     | 17   |    |
| 20   | 9  | Marcus Ericsson   | Caterham-Renault     | 64   | +2 varv     | 19   |    |
| Ret  | 10 | Kamui Kobayashi   | Caterham-Renault     | 34   | Bromsar     | 20   |    |
| Ret  | 25 | Jean-Éric Vergne  | Toro Rosso-Renault   | 24   | Avgassystem | 21   |    |

| Förare och stall som tog poäng ▬▬ |

## Ställning efter loppet
|     | Pos. | Förare           | Poäng |
| --- | ---- | ---------------- | ----- |
| ▲ 1 | 1    | Lewis Hamilton   | 100   |
| ▼ 1 | 2    | Nico Rosberg     | 97    |
| ▬   | 3    | Fernando Alonso  | 49    |
| ▲ 1 | 4    | Sebastian Vettel | 45    |
| ▲ 1 | 5    | Daniel Ricciardo | 39    |

|     | Pos. | Konstruktör          | Poäng |
| --- | ---- | -------------------- | ----- |
| ▬   | 1    | Mercedes             | 197   |
| ▬   | 2    | Red Bull-Renault     | 84    |
| ▲ 1 | 3    | Ferrari              | 66    |
| ▼ 1 | 4    | Force India-Mercedes | 57    |
| ▲ 1 | 5    | Williams-Mercedes    | 46    |

- Notering: Endast de fem bästa placeringarna i vardera mästerskap finns med på listorna.